# Conus delessertii
Conus delessertii é uma espécie de gastrópode do gênero Conus, pertencente à família Conidae.

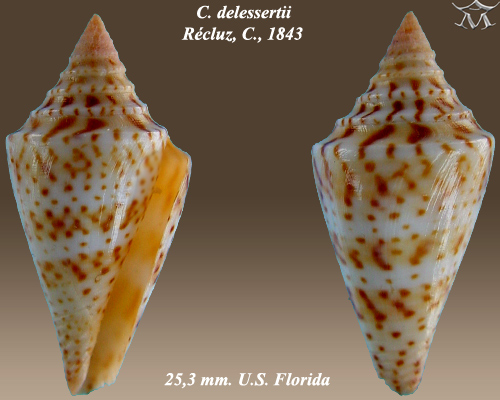